# Parafia Wniebowzięcia Najświętszej Maryi Panny w Chwałowicach
Parafia Wniebowzięcia NMP w Chwałowicach – parafia rzymskokatolicka znajdująca się w diecezji sandomierskiej w dekanacie Gorzyce. Erygowana w 1951 roku z parafii Pniów.
Do parafii należą wierni będący mieszańcami wsi: Chwałowice, Łążek Chwałowski, Popowice, Witkowice.